# Jean Gabin
Jean-Alexis Gabin Moncorgé (Parigi, 17 maggio 1904 – Neuilly-sur-Seine, 15 novembre 1976) è stato un attore francese.
Considerato uno dei più grandi attori del Novecento, ha lasciato un'impronta indelebile grazie ai ruoli interpretati nella sua lunga carriera, durante la quale vinse, tra gli altri, due Coppe Volpi al migliore attore al Festival di Venezia, due Orsi d'argento al Festival di Berlino, un David di Donatello e un Premio César onorario.

## Biografia
Era l'ultimo dei quattro figli di Ferdinand Joseph Moncorgé, in arte Ferdinand Gabin (1868-1933), e Hélène Madeleine Petit (1865-1918). Il padre era proprietario di un locale e autore di operette, mentre la madre era una sarta e decoratrice d'abbigliamento, nonché cantante nel locale del marito.
Gabin fu l'interprete ideale dei film della scuola realista, portando sugli schermi la fisionomia romantico-popolare dell'uomo semplice e rude, oppresso da un destino ineluttabile. Una personificazione dell'antica tragedia umana, dolorosamente vissuta attraverso le fasi successive dell'immediata ineluttabile violenza, della cupa disperazione e, infine, della rassegnazione liberatrice. Gabin riuscì a esprimere questa gamma di sentimenti con vigore e naturalezza, rivelando convincenti doti drammatiche, grazie anche alla sapiente guida di registi quali Julien Duvivier, Jean Renoir, Marcel Carné e Jacques Becker.

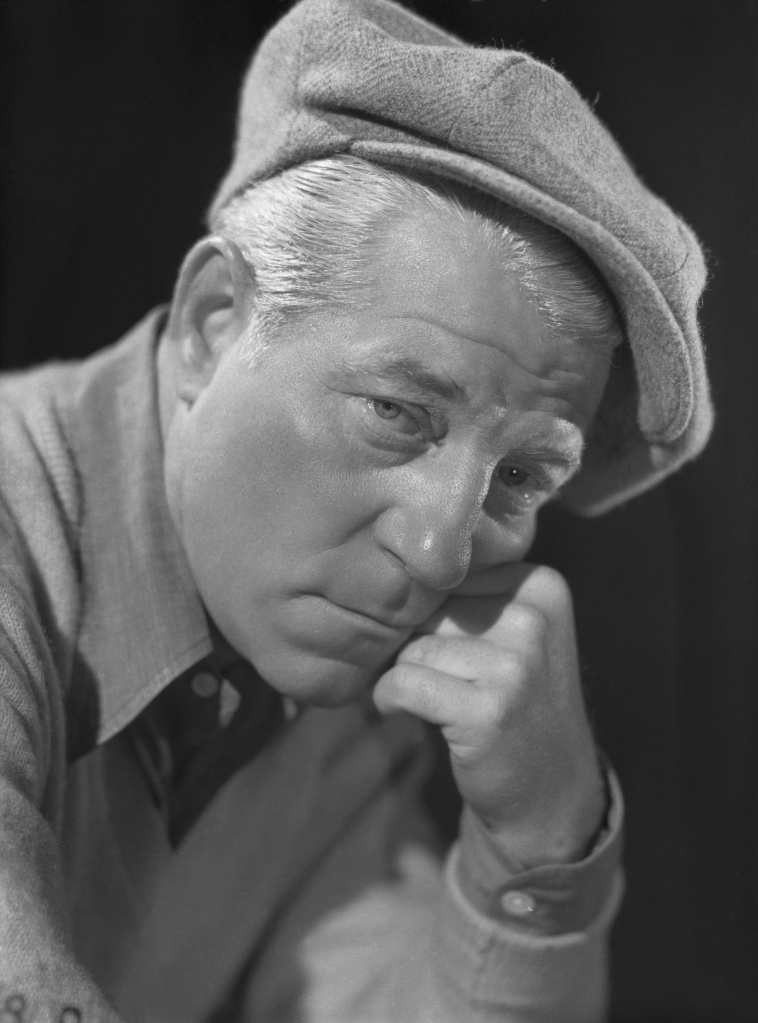
Gabin nel 1948

Proveniente dal teatro di rivista e dall'operetta (si era formato alle Folies Bergère, al Moulin Rouge, al Vaudeville, al Théâtre des Bouffes-Parisiens), esordì nel 1930 col film Chacun sa chance. Fu l'inizio di una carriera che lo porterà a recitare diversi ruoli in diversi film, ma il "vero" Gabin nacque nella seconda metà degli anni trenta con una serie di fortunate interpretazioni: La bandera (1935), Verso la vita (1936), Il bandito della Casbah (1937), La grande illusione (1937), L'angelo del male (1938), Il porto delle nebbie (1938), Alba tragica (1939). In molti di questi film ebbe accanto Michèle Morgan, con la quale formò un'indimenticabile coppia cinematografica, e spesso si esibì cantando, memore delle sue esperienze nei teatri di rivista.
Rifiutandosi di lavorare per i tedeschi che l'avevano occupata, riusci a fuggire dalla Francia e accettò un contratto a Hollywood, ma questa esperienza si rivelò negativa. Ritornò quindi in Europa e si arruolò volontario in un reparto blindato cacciacarri della fanteria di marina francese, agli ordini del generale de Gaulle. Dopo aver combattuto in Marocco e in Francia, partecipò alla campagna di Germania che lo porterà fino al Nido dell'Aquila di Hitler a Berchtesgaden.
Finita la guerra tornò a recitare e passò a ruoli di più varia e matura caratterizzazione psicologica, secondo nuove dimensioni umane e sociali, complice anche l'aspetto fisico precocemente incanutito: tra i film del periodo, La vergine scaltra (1950), e La notte è il mio regno (1951), per cui ottenne la Coppa Volpi per la migliore interpretazione maschile alla Mostra cinematografica di Venezia, dove sarà premiato una seconda volta nel 1954 per il film Grisbì.
Nel 1952 realizzò un suo grande sogno: acquistò una fattoria e creò "La Pichonnière", un allevamento di cavalli da corsa e di bovini, investendo gran parte dei profitti derivanti dal suo lavoro. Continuò a incontrare il grande favore del pubblico, con film quali Aria di Parigi (1954), La traversata di Parigi (1956) e Il clan dei siciliani (1969). In tre occasioni interpretò il ruolo del commissario Maigret, creato da Georges Simenon, prima nell'omonimo film del 1958, quindi in Maigret e il caso Saint-Fiacre (1959) e in Maigret e i gangsters (1963). Nelle sue interpretazioni, spesso indimenticabili per il loro razionale virtuosismo, l'attore portò l'incisiva personalità del personaggio Gabin che, come scrisse Jacques Prévert in una lirica:
Alla sua morte, avvenuta nel 1976, fu proclamato il lutto nazionale e le sue ceneri vennero disperse nelle acque di Brest da una nave della marina militare.

## Filmografia

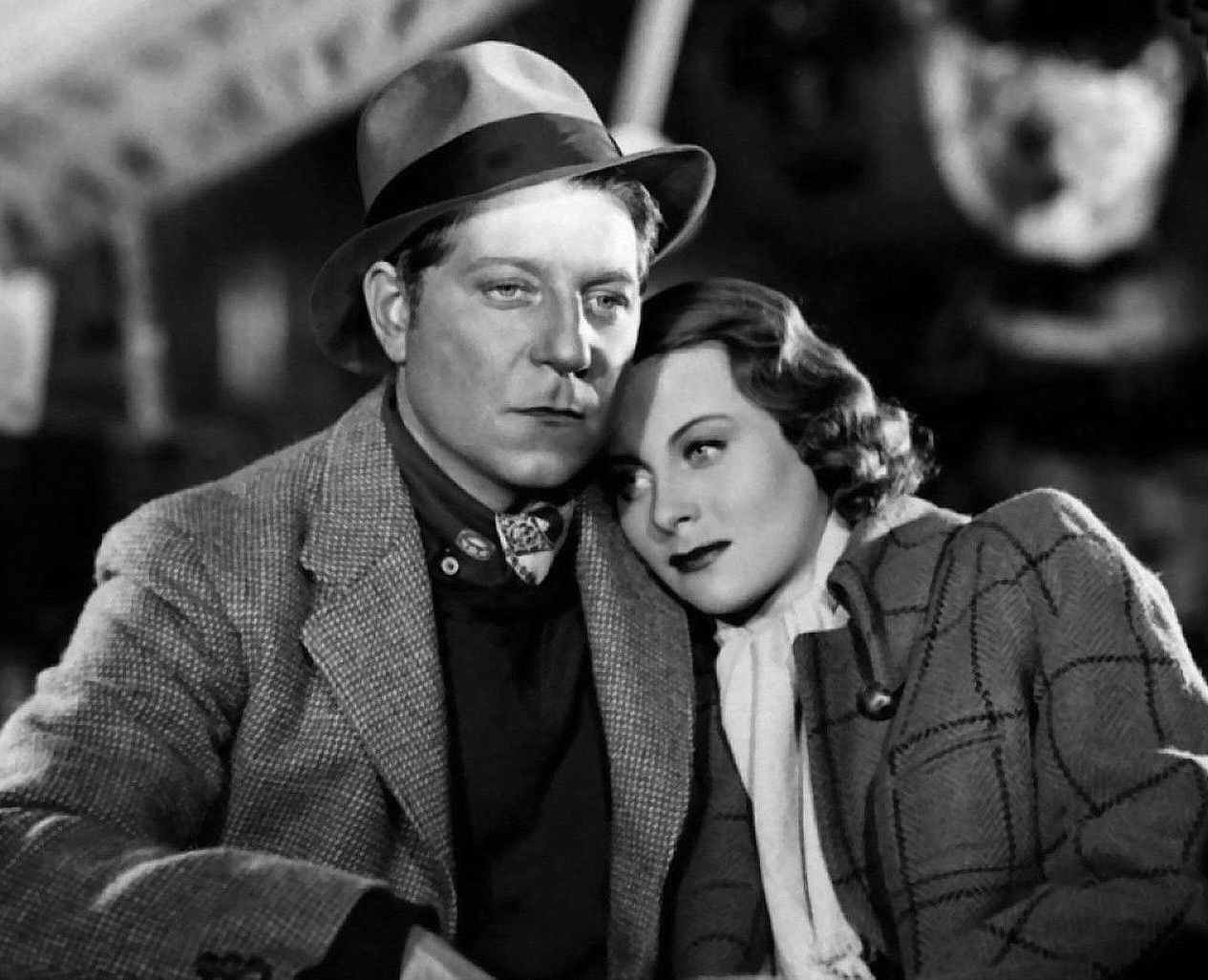
Con Michèle Morgan ne Il porto delle nebbie

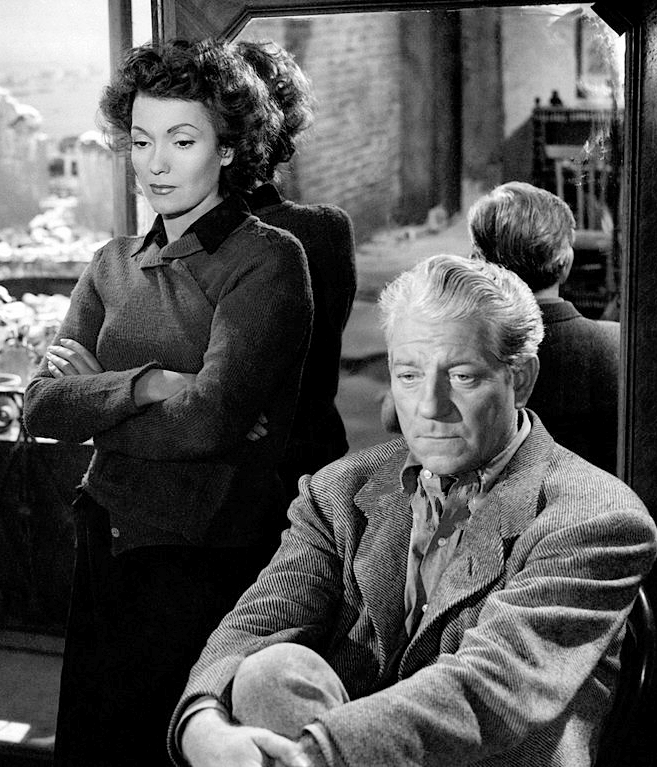
Con Isa Miranda ne Le mura di Malapaga

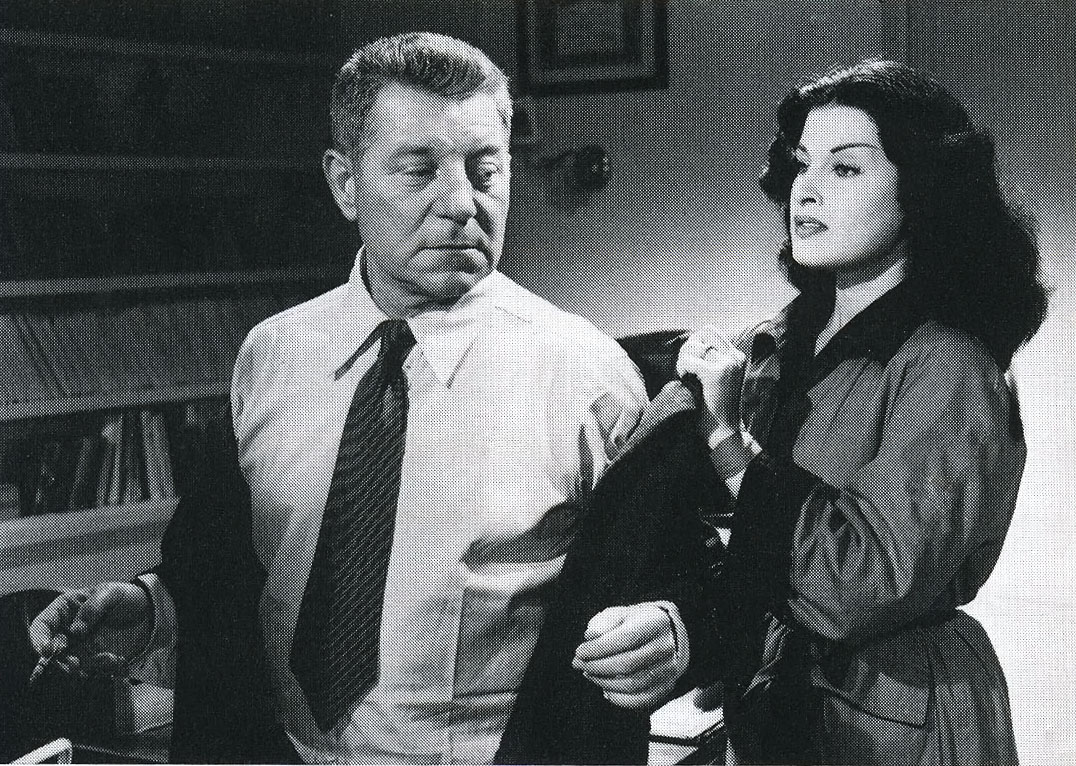
Con Silvana Pampanini nel film Bufere

- L'Héritage de Lilette, regia di Michel du Lac - cortometraggio (1930)
- Les lions - cortometraggio (1930)
- Chacun sa chance, regia di Hans Steinhoff, René Pujol (1930)
- Méphisto, regia di Henri Debain, Nick Winter (1931)
- Paris Béguin, regia di Augusto Genina (1931)
- Pour un soir, regia di Jean Godard (1931)
- Tout ça ne vaut pas l'amour, regia di Jacques Tourneur (1931)
- Cœurs joyeux, regia di Hanns Schwarz, Max de Vaucorbeil (1931)
- Gloria, regia di Hans Behrendt, Yvan Noé (1931)
- Lo squadrone si diverte (Les Gaietés de l'escadron), regia di Maurice Tourneur (1932)
- Cœur de lilas, regia di Anatole Litvak (1932)
- La Belle Marinière, regia di Harry Lachmann (1932)
- La Foule hurle, regia di Jean Daumery (1932)
- Pour un soir, regia di Jean Godard (1933)
- La stella di Valencia (L'Étoile de Valencia), regia di Serge de Poligny (1933)
- Adieu les beaux jours, regia di Johannes Meyer, André Beucler (1933)
- Tunnel (Le Tunnel), regia di Curtis Bernhardt (1933)
- Dall'alto in basso (Du haut en bas), regia di Georg Wilhelm Pabst (1933)
- Zouzou, regia di Marc Allégret (1934)
- Il giglio insanguinato (Maria Chapdelaine), regia di Julien Duvivier (1934)
- I tre diavoli (Variétés), regia di Nicolas Farkas (1935)
- Golgota (Golgotha), regia di Julien Duvivier (1935)
- La bandera, regia di Julien Duvivier (1935)
- La bella brigata (La Belle Équipe), regia di Julien Duvivier (1936)
- Verso la vita (Les Bas-fonds), regia di Jean Renoir (1936)
- Il bandito della Casbah (Pépé le Moko), regia di Julien Duvivier (1937)
- La grande illusione (La Grande Illusion), regia di Jean Renoir (1937)
- Il messaggio (Le Messager), regia di Raymond Rouleau (1937)
- Gueule d'amour, regia di Jean Grémillon (1937)
- Il porto delle nebbie (Le Quai des brumes), regia di Marcel Carné (1938)
- L'angelo del male (La Bête humaine), regia di Jean Renoir (1938)
- L'isola dei coralli (Le Récif de Corail), regia di Maurice Gleize (1939)
- Alba tragica (Le jour se lève), regia di Marcel Carné (1939)
- Screen snapshots séries 19 numéro 6, regia di Ralph Staub - cortometraggio (1940)
- Tempesta (Remorques), regia di Jean Grémillon (1941)
- Ondata d'amore (Moontide), regia di Archie Mayo (1942)
- L'impostore (The Impostor), regia di Julien Duvivier (1944)
- Turbine d'amore (Martin Roumagnac), regia di Georges Lacombe (1946)
- Maschera di sangue (Miroir), regia di Raymond Lamy (1947)
- Le mura di Malapaga, regia di René Clément (1949)
- È più facile che un cammello..., regia di Luigi Zampa (1950)
- La vergine scaltra (La Marie du port), regia di Marcel Carné (1950)
- La donna del mio destino (Victor), regia di Claude Heymann (1951)
- La notte è il mio regno (La Nuit est mon royaume), regia di Georges Lacombe (1951)
- Il piacere (Le Plaisir), regia di Max Ophüls - episodio La maison Tellier (1952)
- La follia di Roberta Donge (La Vérité sur Bébé Donge), regia di Henri Decoin (1952)
- L'ora della verità (La Minute de vérité), regia di Jean Delannoy (1952)
- L'ultima notte (Leur dernière nuit), regia di Georges Lacombe (1953)
- Bufere, regia di Guido Brignone (1953)
- La vergine del Reno (La Vierge du Rhin), regia di Gilles Grangier (1953)
- Grisbì (Touchez pas au grisbi), regia di Jacques Becker (1954)
- Aria di Parigi (L'Air de Paris), regia di Marcel Carné (1954)
- Napoleone Bonaparte (Napoléon), regia di Sacha Guitry (1955)
- Raffiche di mitra (Port du désir), regia di Edmond T. Gréville (1955)
- French Cancan, regia di Jean Renoir (1955)
- Appuntamento al Km. 424 (Des gens sans importance), regia di Henri Verneuil (1955)
- La grande razzia (Razzia sur la chnouf), regia di Henri Decoin (1955)
- Cani perduti senza collare (Chiens perdus sans collier), regia di Jean Delannoy (1955)
- I giganti (Gas-oil), regia di Gilles Grangier (1955)
- Ecco il tempo degli assassini (Voici le temps des assassins), regia di Julien Duvivier (1956)
- Sangue alla testa (Le Sang à la tête), regia di Gilles Grangier (1956)
- La traversata di Parigi (La Traversée de Paris), regia di Claude Autant-Lara (1956)
- I peccatori guardano il cielo (Crime et Châtiment), regia di Georges Lampin (1956)
- Le Cas du docteur Laurent, regia di Jean-Paul Le Chanois (1957)
- Il dado è tratto (Le rouge est mis), regia di Gilles Grangier (1957)
- I miserabili (Les Misérables), regia di Jean-Paul Le Chanois (1958)
- Il commissario Maigret (Maigret tend un piège), regia di Jean Delannoy (1958)
- La ragazza del peccato (En cas de malheur), regia di Claude Autant-Lara (1958)
- Il vizio e la notte (Le Désordre et la nuit), regia di Gilles Grangier (1958)
- Le grandi famiglie (Les Grandes Familles), regia di Denys de La Patellière (1958)
- Archimede le clochard, regia di Gilles Grangier (1959)
- Maigret e il caso Saint-Fiacre (Maigret et l'affaire Saint-Fiacre), regia di Jean Delannoy (1959)
- Mio figlio (Rue des prairies), regia di Denys de La Patellière (1959)
- Il barone (Le Baron de l'écluse), regia di Jean Delannoy (1959)
- Gli allegri veterani (Les Vieux de la vieille), regia di Gilles Grangier (1960)
- Il presidente (Le Président), regia di Henri Verneuil (1961)
- Il re dei falsari (Le cave se rebiffe), regia di Gilles Grangier (1961)
- Quando torna l'inverno (Un singe en hiver), regia di Henri Verneuil (1962)
- Il re delle corse (Le Gentleman d'Epsom), regia di Gilles Grangier (1962)
- Colpo grosso al casinò (Mélodie en sous-sol), regia di Henri Verneuil (1963)
- Maigret e i gangsters (Maigret voit rouge), regia di Gilles Grangier (1963)
- Intrigo a Parigi (Monsieur), regia di Jean-Paul Le Chanois (1964)
- Colpo segreto (L'Âge ingrat), regia di Gilles Grangier (1964)
- Matrimonio alla francese (Le Tonnerre de Dieu), regia di Denys de La Patellière (1965)
- Rififi internazionale (Du rififi à Paname), regia di Denys de La Patellière (1965)
- Un ombrello pieno di soldi (Le Jardinier d'Argenteuil), regia di Jean-Paul Le Chanois (1966)
- Il più grande colpo del secolo (Le Soleil des voyous), regia di Jean Delannoy (1967)
- Sous le signe du taureau, regia di Gilles Grangier (1968)
- La fredda alba del commissario Joss (Le Pacha), regia di Georges Lautner (1968)
- Nemici... per la pelle (Le Tatoué), regia di Denys de La Patellière (1968)
- Il clan dei siciliani (Le Clan des Siciliens), regia di Henri Verneuil (1969)
- Il clan degli uomini violenti (La Horse), regia di Pierre Granier-Deferre (1969)
- Le chat - L'implacabile uomo di Saint Germain (Le Chat), regia di Pierre Granier-Deferre (1971)
- Le drapeau noir flotte sur la marmite, regia di Michel Audiard (1971)
- Il commissario Le Guen e il caso Gassot (Le Tueur), regia di Denys de La Patellière (1971)
- L'affare Dominici (L'Affaire Dominici), regia di Claude Bernard-Aubert (1973)
- Due contro la città (Deux Hommes dans la ville), regia di José Giovanni (1973)
- L'accusa è: violenza carnale e omicidio (Verdict), regia di André Cayatte (1974)
- La gang dell'Anno Santo (L'Année sainte), regia di Jean Girault (1976)

## Riconoscimenti
- BAFTA
  - 1958 – Candidatura al miglior attore protagonista per La traversata di Parigi
  - 1960 – Candidatura al miglior attore protagonista per Il commissario Maigret
- David di Donatello
  - 1959 – Miglior attore straniero per Le grandi famiglie
- Festival internazionale del cinema di Berlino
  - 1959 – Orso d'argento per il miglior attore per Archimede le clochard
  - 1971 – Orso d'argento al miglior attore per Le chat - L'implacabile uomo di Saint Germain
- Mostra internazionale d'arte cinematografica
  - 1951 – Coppa Volpi per la migliore interpretazione maschile per La notte è il mio regno
  - 1954 – Coppa Volpi per la migliore interpretazione maschile per Aria di Parigi e Grisbì
- National Board of Review
  - 1938 – Miglior recitazione per La grande illusione (condiviso con Pierre Fresnay, Dita Parlo e Erich von Stroheim)
  - 1939 – Miglior recitazione per Il porto delle nebbie
- Premio César
  - 1987 – Premio César onorario

## Doppiatori italiani
- Emilio Cigoli in I tre diavoli, Verso la vita, La grande illusione, Il porto delle nebbie (riedizione), L'angelo del male, Ondata d'amore, L'impostore, Turbine d'amore, Maschera di sangue, Le mura di Malapaga, È più facile che un cammello..., La vergine scaltra, La notte è il mio regno, Il piacere, La follia di Roberta Donge, L'ora della verità, L'ultima notte, Bufere, La vergine del Reno, Grisbì, Aria di Parigi, French Cancan, La grande razzia, Cani perduti senza collare, I giganti, Ecco il tempo degli assassini, La traversata di Parigi, I peccatori guardano il cielo, Il dado è tratto, I miserabili, Il commissario Maigret, La ragazza del peccato, Il vizio e la notte, Le grandi famiglie, Maigret e il caso Saint-Fiacre, Mio figlio, Il barone, Gli allegri veterani, Il presidente, Il re dei falsari, Quando torna l'inverno, Il re delle corse, Colpo grosso al casinò, Maigret e i gangsters, Intrigo a Parigi, Matrimonio alla francese, Rififi internazionale, Il più grande colpo del secolo, La fredda alba del commissario Joss, Nemici... per la pelle, Le chat - L'implacabile uomo di Saint Germain, Il commissario Le Guen e il caso Gassot, L'affare Dominici, Due contro la città, L'accusa è: violenza carnale e omicidio
- Sandro Ruffini in La bella brigata, Il bandito della Casbah, Alba tragica
- Gino Cervi in Golgota
- Arnoldo Foà in Appuntamento al Km. 424
- Giorgio Capecchi in Archimede le clochard
- Arturo Dominici in Il clan dei siciliani
- Corrado Gaipa in Il clan degli uomini violenti
- Renato Mori in La gang dell'Anno Santo
- Ferruccio Amendola in L'angelo del male (ridoppiaggio)[6]

## Omaggi
Nel film Ballando ballando di Ettore Scola, nell'episodio ambientato durante il Fronte popolare, appare un personaggio, ("L'uomo che viene da lontano"), chiaramente ispirato allo Jean Gabin degli anni Trenta e impersonato da un sosia dell'attore (Michel van Speybroeck). "Jean Gabin" lascia la sala da ballo in cui si svolge il film, mentre una nave suona la sirena (citazione da Il porto delle nebbie), per poi ricomparire in un episodio successivo, nei panni del commissario Maigret.